# 진 조공
진 조공 (秦 躁公, 생년 미상 - 기원전 429년)은 《사기소은》에서는 진 조(趮)공이라고도 쓰여있다. 성은 영(嬴)이며, 전국시대 진나라의 군주이다. 진 여공공의 아들이며, 진 회공의 형이다. 재위 기간은 14년이다.

## 생애
기원전 443년, 진 여공공이 사망하고, 그의 아들인 진 조공이 즉위하였다.
기원전 442년, 하늘에서 혜성이 관측되었다.
기원전 441년, 남정 (지금의 산시성 한중시 남정구 동쪽)에서 반란이 일어났다.
기원전 435년, 6월에 폭우와 눈이 내렸고, 일식과 월식이 발생하였다.
기원전 430년, 의거는 진나라에 대규모 공격을 가했고, 웨이허에서 퇴각하였다.
기원전 429년, 진 조공이 사망하자, 구리도공 남쪽에 묻혔다. 진나라 내의 중신들이 진 여공공의 아들이자 진 조공의 동생인 진 회공을 귀국시켜 왕위를 계승하게 하였다.